# لایتل کریک (کالیفرنیا)
لایتل کریک (کالیفرنیا) (به انگلیسی: Lytle Creek (California)) رودخانه‌ای است که در ایالات متحده آمریکا جریان دارد.